# Golf de Yamoussoukro
Le nom complet et officiel du Golf de Yamoussoukro est Président Golf Club de Yamoussoukro.

## Historique
Les travaux du parcours de golf de Yamoussoukro, sous la volonté de Félix Houphouët-Boigny a été dessiné par l'architecte Dave Thomas (en), ancien grand champion gallois, ont débuté en septembre 1977. Ils se sont achevés plus de 24 mois plus tard. Si la configuration du terrain a permis d'insérer un tracé exceptionnel, il n'en a pas été de même en revanche pour son sous-sol qui s'est avéré particulièrement difficile à travailler. Seize kilomètres de tranchées ont été creusées pour y installer un système d'irrigation entièrement automatique des plus modernes, pour y déposer des tuyaux de diamètre variant de 150 mm à 40 mm et résistant à plus de 10 kg au cm2. Près de 550 arroseurs automatiques ont été enterrés, débitant plus de 2.300.000 litres en moins de 8 heures, à une pression de près de 6 kg. Une station de pompage de 2 moteurs de 75 cv chacun a été installée, puisant près de 80 litres à la seconde dans le lac de 6 ha situé au milieu du parcours.
La construction de ce parcours sur un terrain de 75 hectares a été effectuée par plus de 40 hommes manœuvrant Caterpillar D8 et D7, pelles Poclain, etc., ensemençant 35 ha de fairways avec plus de 7 000 kg de semence bermuda, 15 ha de rough et plantant 13 000 m² de greens en tif ton dwarf venu spécialement des États-Unis. Plus de 6 000 tonnes de sable ont été nécessaires pour la construction des greens et des tees et des tonnes d'engrais ont été déversées. Après une période d'intense activité, tout est calme et repos, prêt à accueillir les golfeurs du monde entier et le Club...

## Parcours
Érigé sur le point culminant, et dominant ainsi le magnifique panorama naturel où se déroule le ruban sinueux du golf, le « Club » offre des installations fonctionnelles mais apporte aussi dans ce « village africain », le complément indispensable à la vie contemporaine des loisirs.
Le lac de 6 hectares, situé au milieu du parcours, abrite de paresseux crocodiles (surnommés les Lacoste par les caddies) qui viennent pondre leurs œufs dans les bunkers.
Le parcours est technique en raison des nombreux obstacles d'eau mais est relativement court : 5,8 km. 

## Club House
Le club house, dont les plans furent dessinés par Roger Taillibert, présente une architecture surprenante avec ses deux immenses tentes de béton et de gravier lavé, sous lesquelles l’espace se répartit sur différents niveaux avec piscine, salons, bar (ouvert jusqu’à 21h maxi), restaurant (ouvert seulement le midi) et salle de billard au rez-de-chaussée, et vestiaires, salle de gym et de squash au sous-sol.

## Personnalités
À l'occasion du Trophée Houphouët-Boigny, se sont succédé au Golf de Yamoussoukro des golfeurs internationaux tels que Gary Player ou Vijay Singh.
Richard Nixon, Gordon Brown et Barry White ont également foulé les greens du « plus beau golf d'Afrique de l'Ouest ».

## Compétitions
- Open de Côte d'Ivoire 1997
- Peugeot Challenge
- Rotary
- Championnat scolaire
- Championnat universitaire
- Tournoi international de golf

## Tarifs
- Green fee : 12 000 FCFA
- Caddy : 5 000 FCFA
- Seau de balle : 1 000 FCFA
- Flag (bière locale) : 1 000 FCFA